# Heterocerus malheurensis
Heterocerus malheurensis is een keversoort uit de familie oevergraafkevers (Heteroceridae). De wetenschappelijke naam van de soort is voor het eerst geldig gepubliceerd in 1965 door Hatch.